# Marcolina da Cidade de Palha
Marcolina de Oxum (Abeocutá, 18?? - Bahia, 19??) foi uma sacerdotisa que viveu, provavelmente, entre a metade do século XIX e o início do XX. Na Bahia, essa polêmica  matriarca, integrante da Irmandade da Boa Morte, ajudou a fundar ("plantar") inúmeros Axés e templos religiosos, que até hoje a infamam e renegam sua importância, tentando levá-la ao esquecimento ou deturpação de sua história. Seu templo foi um local sagrado de processos de hibridizações afro-brasileiras (ibominas, iorubás, fons, muçurumins etc.).

## Alcunha
Essa sacerdotisa ibomina fora alcunhada e mais conhecida como Marcolina da Cidade de Palha  pelo fato de residir numa localidade conhecida como "Cidade de Palha" (atual Cidade Nova - Salvador/Bahia). No entanto isso não lhe foi exclusivo, pois muitas localidades comunitárias de culto aos orixás, axé, foram também alcunhadas com o nome de sua localidade.

## Origem africana
Segundo a literatura oral dos afrodescendentes ibominas, no Brasil, Marcolina nasceu em terra ebá, em Abeocutá, hoje capital do Ogum. Todavia, a mesma não era descendente da divindade Iemanjá. Aos defensores da autenticidade e do purismo étnico, é importante ressaltar que não há pureza étnica no que tange ao ser humano. Logo, o mesmo vem em contínuos processos de hibridações (ou mestiçagens) desde sempre. O fato de ela ser iniciada e descendente de Oxum não interfere (ou contradiz) em sua natalidade em terra ebá. Em criança, ela fora iniciada e consagrada no culto à divindade e ancestral Oxum, tornando sacerdotisa de sua família e etnia.
Seu nome étnico era Oxunuoim (Òṣunwoyin). Marcolina fora traficada no período da intervenção ativa da Inglaterra na proteção da cidade Abeocutá, a partir de 1850, para combater a facção escravista e a invasão daomeana. Chegara à Bahia (Brasil) muito nova na condição de escrava, pertencendo à Família Santos. A menina trouxe consigo, amarrada ao busto, um pequeno seixo (otá) de sua ancestral.

## Trajetória
Chegada ao Brasil, possuindo entre 10 a 15 anos, Marcolina é instalada como escrava, na Bahia. Contudo pouco ainda se sabe sobre sua trajetória nesse período do "fim" da escravidão. Sua alforria fora comprada por "irmãos e irmãs" de etnia ou religiosidade. Ainda não há dados mais esclarecedores sobre essa procedência. Em Ilhéus, juntamente com os seus "irmãos" e "irmãs", deu início, em novo solo, ao culto a seus ancestrais, desenvolvendo seus conhecimentos étnicos acerca de seus antepassados e das Iamis.
Durante o período da escravidão e após a abolição da mesma, passou a residir em outros lugares antes de Cidade Nova. Em Santo Amaro, Marcolina conheceu um alufá, ex-escravo, que era iniciado para Obatalá, passando a morar com o mesmo em Cachoeira e em São Félix. Esse companheiro era um muçurumim. Os neófitos de Marcolina eram iniciados e apresentados ao culto de Ifá por ela e seu companheiro malê. Com a morte de seu companheiro, volta para Santo Amaro da Purificação, indo depois morar na "Cidade de Palha" (Cidade Nova).
O espaço religioso de mãe Marcolina ficava na antiga Estrada das Boiadas, que, em 1823, passou a ser conhecida como Estrada da Liberdade (hoje, é nomeada Lima e Silva). Esse espaço sagrado, na altura da Cidade de Palha, era consagrado em homenagem ao eborá de seu "marido" e de sua etnia ibomina, Obatalá, tendo em sua cumeeira o ibá (cabaça) contendo a pedra de Oxum. Marcolina era uma sacerdotisa que seguia os conhecimentos religiosos da tradição ancestral e oral de sua etnia e a do seu companheiro, não pertencendo a nenhum axé "originado" na Bahia. Pelo contrário, essa sacerdotisa fundou inúmeros axés. Sua casa era conhecida como candomblé muçurumim ou culto dos Alufás, ou seja, um templo dedicado à cultura negra malê. Em seu templo iniciou muitos neófitos, embora não haja dados acerca disso ou pessoas suficientes que a reconheçam como tal. É como se seu nome fosse apagado da história. Além de falar fluentemente o iorubá, conhecia muito sobre o poder medicinal e espiritual das folhas. 
Marcolina da Cidade de Palha tinha uma personalidade muito forte, por isso, não era bem vista, à época, por muitas sacerdotisas de outras etnias. Essa mulher alta, forte, vistosa, comunicativa, de canela fina e negra massuda, embora não se importasse com a opinião de terceiros, era conhecida como brigona. Era capaz de ir à casa da pessoa e chamá-la para briga. Não admitia, por exemplo, que fosse chamada de "figueira do inferno". Por não querer seguir determinações de axés que estavam sendo fundados (institucionalizados) na Bahia, não aceitando subjugar-se, passou a ser foi odiada. Marcolina de Oxum foi a primeira sacerdotisa a iniciar um homem como elegum (rodante - incorporação) para um eborá,, e não para ogã. Esse homem foi Procópio Xavier de Souza, o famosos Procópio d'Ogum. Esse foi um dos motivos que causaram seu afastamento, silenciamento e apagamento. Todavia alguns respeitavam-na, como o povo do Jeje (Daomé), de Cachoeiras, de Boa Ventura, São Félix etc. Ela foi amiga das também sacerdotisas Dionísia Francisca, Pulchéria, Massi, Bada etc.
Procópio d'Ogum também não era aceito em alguns templos religiosos (axés), na Bahia. Era odiado e pejorativamente considerado homossexual, simplesmente porque, segundo esses axés hegemônicos, homem somente poderia ser ogã, e não elegum. No entanto, algumas oralidades dizem que, por ser bastante brigão, ele impunha respeito à força.
Segundo a sacerdotisa Dazinha de Ogum (Bahia, 1916), Marcolina de Oxum, uma das detentoras dos segredos da Irmandade da Boa Morte, participou de sua criação quando pequena, sendo sua madrinha. Ela diz que era uma negra de pele fina, cabelo comprido, usando um pente largo no cabelo, intrépida e atrevida. Ajudou a criar inúmeras filhas da roça do Ventura e do Capivari. Já idosa, volta para fazenda do Capivari, onde falece e é velada por senhoras integrantes da Irmandade da Boa Morte. Pressentido a partida, Marcolina, que ganhou o título de ialodê da confraria à qual pertencia em seu país de origem, devolveu ao rio o seixo (ocutá) de sua ancestral Oxum, o qual havia trazido do continente africano.
A africana Marcolina de Abeocutá, ex-propriedade da Família Santos, ex-companheira do muçurumim de Obatalá, sacerdotisa ibomina de Oxum, mais conhecida como Marcolina da Cidade de Palha, faleceu "afastada", "silenciada" e "esquecida" aproximadamente pelos idos de 1940, com quase 110 anos de idade. Segundo fontes orais, foi enterrada no Cemitério dos  Pretos, em Cachoeira (BA).

## Citações
Em Águas de Meninos (Bahia), Mãe Marcolina tinha uma banca em que vendia na feira fato (bucho) de boi e moqueca de fato de boi. Era especialista no assunto, uma grande cozinheira. No entanto, se alguém desaprovasse seu "fato", xingava e espraguejava a pessoa. Era uma ialorixá bastante famosa, pois era muito procurada por seus conhecimentos religiosos. Esta última característica conferiu-lhe uma nota no jornal Diário de Notícias, de 9 de maio de 1905,  em uma notícia policial tratando-a por Marcolina da Cidade de Palha (2º distrito de Santo Antônio). Nina Rodrigues também cita Marcolina, em Os Africanos no Brasil: "A autoridade policial abriu inquérito a fim de descobrir a verdade sobre o fato propalado da loucura da moça, que deu motivo ao cerco, constando chamar-se ela Eudóxia, e já se achar, em continuação do tratamento, no candomblé de uma tal Marcolina, na cidade de Palha, 2° distrito de Santo Antônio".
Segundo Antônio Penna (2008, p. 18), Marcolina de Oxum é reconhecida como a grande matriarca do Axé Obá Ibo (sociedade religiosa afro-brasileira em homenagem a Obatalá), sendo sua trisavó de santo.
Obs.: Muitas dessas informações foram passadas pelo sacerdote Vicente do Matatu (gravação), que oficializou os ritos fúnebres de Procópio d'Ogum.